# Cécile Brune
Cécile Brune est une actrice française, sociétaire de la Comédie-Française de 1997 à 2018.

## Biographie
Cécile Brune fréquente le cours Florent entre 1985 et 1988 puis est élève au Conservatoire national supérieur d'art dramatique dans les classes de Madeleine Marion, Daniel Mesguich, Pierre Vial et Michel Roland.

## Filmographie
- 1986 : On a volé Charlie Spencer
- 2000 : Stand-by : Isabelle

## Théâtre

### Comédie-Française
- Entrée à la Comédie-Française le 19 avril 1993
- Nommée 494e sociétaire du 1er janvier 1997 au 31 décembre 2018.
- 1993 : Dom Juan de Molière, mise en scène Jacques Lassalle, Festival d'Avignon
- 1993 : Aujourd'hui ou les Coréens de Michel Vinaver, mise en scène Christian Schiaretti, Théâtre du Vieux-Colombier
- 1994 : Lucrèce Borgia de Victor Hugo, mise en scène Jean-Luc Boutté
- 1994 : Un mari d'Italo Svevo, mise en scène Jacques Lassalle, Théâtre du Vieux-Colombier
- 1995 : Occupe-toi d'Amélie de Georges Feydeau, mise en scène Roger Planchon, Salle Richelieu
- 1995 : Intrigue et Amour de Friedrich von Schiller, mise en scène Marcel Bluwal
- 1996 : Les Fausses Confidences de Marivaux, mise en scène Jean-Pierre Miquel
- 1996 : Léo Burckart de Gérard de Nerval, mise en scène Jean-Pierre Vincent
- 1997 : Tartuffe de Molière
- 1998 : Le Legs de Marivaux, mise en scène Jean-Pierre Miquel, Studio-Théâtre
- 1998 : Rodogune de Corneille, mise en scène Jacques Rosner
- 1998 : Point à la ligne de Véronique Olmi, mise en scène Philippe Adrien, Théâtre du Vieux-Colombier
- 1998 : Chat en poche de Georges Feydeau, mise en scène Muriel Mayette, Théâtre du Vieux-Colombier
- 1999 : La Vie quotidienne de Rainer Maria Rilke, mise en scène Philippe Macaigne, Studio-Théâtre
- 1999 : L'École des maris de Molière, mise en scène Thierry Hancisse
- 2000 : Va donc chez Törpe de François Billetdoux, mise en scène Georges Werler, Théâtre du Vieux-Colombier
- 2000 : Oublier de Marie Laberge, mise en scène Daniel Benoin, Théâtre du Vieux-Colombier
- 2000 : Le Bourgeois gentilhomme de Molière, mise en scène Jean-Louis Benoît
- 2001 : Carson McCullers, lecture-spectacle dans le cadre des Salons littéraires, Studio-Théâtre
- 2001 : Un millénaire de cris : le chant des femmes afghanes, lecture-spectacle, Théâtre du Vieux-Colombier
- 2001 : Monsieur de Pourceaugnac de Molière, mise en scène Philippe Adrien, Théâtre du Vieux-Colombier
- 2001 : Le Langue-à-langue des chiens de roches de Daniel Danis, mise en scène Michel Didym, Théâtre du Vieux-Colombier
- 2002 : Un jour de légende - Les Temps modernes de Victor Hugo d'après La Légende des siècles, poèmes lus à plusieurs voix
- 2002 : Mother clap's Mollyhouse (La Mère Chtouille et La Maison Manchette) de Mark Ravenhill, mise en lecture Michel Didym, Studio-Théâtre
- 2002 : Au-delà, les étoiles sont notre maison et Ring the bell please d'Abel Neves, mise en lecture Véronique Bellegarde, Studio-Théâtre
- 2002 : Roi Lear de Rodrigo Garcia, mise en lecture Rodrigo Garcia, Studio-Théâtre
- 2002 : Le Dindon de Georges Feydeau, mise en scène Lukas Hemleb
- 2003 : La Cantate à trois voix de Paul Claudel, mise en scène Madeleine Marion, Studio-Théâtre
- 2003 : Monsieur de Pourceaugnac de Molière, mise en scène Philippe Adrien, Théâtre du Vieux-Colombier
- 2003 : Le Dindon de Georges Feydeau, mise en scène Lukas Hemleb
- 2004 : Les Fables de La Fontaine, mise en scène Bob Wilson
- 2004 : Feu le music-hall de Colette, mise en scène Karine Saporta, Théâtre du Vieux-Colombier
- 2005 : L'Amour médecin et Le Sicilien ou l'Amour peintre de Molière et Jean-Baptiste Lully, mise en scène Jonathan Duverger et Jean-Marie Villégier
- 2006 : Cyrano de Bergerac d'Edmond Rostand, mise en scène Denis Podalydès
- 2007 : Orgie de Pier Paolo Pasolini, mise en scène Marcel Bozonnet, Théâtre du Vieux-Colombier
- 2007 : Cyrano de Bergerac d'Edmond Rostand, mise en scène Denis Podalydès
- 2007 : Les Sincères de Marivaux, mise en scène Jean Liermier, Studio-Théâtre
- 2007 : Le Malade imaginaire de Molière, mise en scène Claude Stratz
- 2007 : Les Fables de La Fontaine, mise en scène Bob Wilson
- 2008 : Penthésilée d'Heinrich von Kleist, mise en scène Jean Liermier
- 2008 : Cyrano de Bergerac d'Edmond Rostand, mise en scène Denis Podalydès
- 2008 : Le Mariage de Figaro de Beaumarchais, mise en scène Christophe Rauck
- 2008 : Fantasio d'Alfred de Musset, mise en scène Denis Podalydès
- 2009 : La Grande Magie d'Eduardo De Filippo, mise en scène Dan Jemmett
- 2009 : Le Malade imaginaire de Molière, mise en scène Claude Stratz
- 2009 : Les Joyeuses Commères de Windsor de William Shakespeare, mise en scène Andrés Lima
- 2010 : Fantasio d'Alfred de Musset, mise en scène Denis Podalydès
- 2010 : Cyrano de Bergerac d'Edmond Rostand, mise en scène Denis Podalydès
- 2010 : La Grande Magie d'Eduardo De Filippo, mise en scène Dan Jemmett
- 2010 : Andromaque de Racine, mise en scène Muriel Mayette, Andromaque
- 2011 : Les Joyeuses Commères de Windsor de William Shakespeare, mise en scène Andrés Lima, Salle Richelieu
- 2011 : Agamemnon de Sénèque, mise en scène Denis Marleau, Salle Richelieu, La nourrice et 2e chœur
- 2011 : Andromaque de Racine, mise en scène Muriel Mayette, Théâtre antique d'Orange, Salle Richelieu, Andromaque
- 2011 : Chansons déconseillées, mise en scène Philippe Meyer, Studio-Théâtre
- 2011 : La Noce de Bertolt Brecht, mise en scène Isabel Osthues, Théâtre du Vieux-Colombier, la mère du marié
- 2013 : Phèdre de Jean Racine, mise en scène Michael Marmarinos, Salle Richelieu, Panope
- 2014 : L'Anniversaire, d'Harold Pinter, mise en scène Claude Mouriéras, Théâtre du Vieux-Colombier, Meg Boles
- 2014 : Un chapeau de paille d'Italie d'Eugène Labiche, mise en scène Giorgio Barberio Corsetti, Salle Richelieu, La Baronne de Champigny
- 2015 : Innocence de Dea Loher, mise en scène Denis Marleau, Salle Richelieu, Ella
- 2015 : La Maison de Bernarda Alba de Federico García Lorca, mise en scène Lilo Baur, Bernarda
- 2016 : Cyrano de Bergerac d'Edmond Rostand, mise en scène Denis Podalydès, Salle Richelieu, Lise
- 2016 : La Mer d'Edward Bond, mise en scène Alain Françon, Salle Richelieu, Louise Rafi
- 2017 : La Règle du jeu de Jean Renoir, mise en scène Christiane Jatahy, Salle Richelieu
- 2017 : Une vie de Pascal Rambert, mise en scène de l'auteur, Théâtre du Vieux-Colombier
- 2019 : Fanny et Alexandre de Ingmar Bergman, mise en scène Julie Deliquet, Salle Richelieu

### Hors Comédie-Française
- 1984 : Le Café de Carlo Goldoni, mise en scène Raymond Acquaviva, Théâtre de Boulogne-Billancourt
- 1985 : Le Cid de Corneille, mise en scène Francis Huster, Théâtre Renaud-Barrault
- 1987 : Dialogues des Carmélites de Georges Bernanos, mise en scène Gildas Bourdet, Opéra de Lille
- 1987 : Un cœur comme les autres de Larry Kramer, mise en scène Raymond Acquaviva, Espace Cardin
- 1990 : La Veuve de Corneille, mise en scène Christian Rist, Théâtre de l'Athénée-Louis-Jouvet, Théâtre des Treize Vents, Théâtre national de Strasbourg
- 1991 : Bêtes de style de Pier Paolo Pasolini, mise en scène Stanislas Nordey, Théâtre Gérard-Philipe
- 1992 : Bérénice de Racine, mise en scène Anne Delbée, Théâtre 14 Jean-Marie Serreau
- 1992 : Phèdre de Racine, mise en scène Anne Delbée, Théâtre 14 Jean-Marie Serreau
- 1992 : Lisbeth est complètement pétée d'Armando Llamas, mise en scène Michel Didym, Théâtre Ouvert
- 1994 : Les Fausses Confidences de Marivaux, mise en scène Christian Rist, Théâtre national de Chaillot
- 1994 : Madame de Sade de Yukio Mishima, mise en scène Philippe Macaigne, Théâtre de l'Idéal
- 1995 : Les Originaux d'après Voltaire/Tardieu, mise en scène Christian Rist
- 1995 : Le Songe d'une nuit d'été de William Shakespeare, mise en scène Stanislas Nordey, Théâtre Nanterre-Amandiers
- 2011 : Le Babil des classes dangereuses de Valère Novarina, lecture dirigée par Denis Podalydès, Odéon-Théâtre de l'Europe
- 2021 au Théâtre de la Manufacture (Nancy) : "L'Aiglon" d'Edmond Rostand (rôle de Flambeau), mise en scène Maryse Estier.
- 2022 : Les Enfants de Lucy Kirkwood, mise en scène Éric Vigner, théâtre de l'Atelier
- 2023 : L'Orage d'Alexandre Ostrovski, mise en scène Denis Podalydès, théâtre des Bouffes du Nord et tournée
- 2023: Voyage dans l’Est de Christine Angot, mise en scène par Stanislas Nordey, TNS et Les Amandiers

## Doublage
- 2019 : Le Roi de David Michôd : Hooper (Tara Fitzgerald)

## Distinctions
- Officière de l'ordre des Arts et des Lettres (2021)[3]